# 트랩 (음악 그룹)
트랩은 대한민국의 전 음악 그룹이다. 2016년 EP [The Mirror Room]으로 데뷔했다.

## 방송
- 락쿵 (2022) - Top47

## 음반
- The Mirror Room (2016)
- I Just (2017)
- ROCKCAMP 20주년 컴필레이션 (2017)
- TRAP (2021)

## 공연
- KB국민카드 스타샵 X 인천펜타포트락페스티벌 2019 (2019)
- 부산락페스티벌 (2019)
- 2021 인디열전 - 나의 노랑말들 X 트랩 (2021)

## 수상
- 인천 펜타유스스타 동상 (2019)
- 제66회 진주 개천예술제 금상 (2016)
- 부산국제록페스티벌 록밴드 경연대회 BUROCK BATTLE 금상 (2016)
- 동두천락페스티벌 은상 (2015)
- 화천산천어락페스티벌 대상 (2015)